# Lake Purrumbete
Der Lake Purrumbete ist ein Maar, das vor etwa 20.000 Jahren im Osten von Camperdown im Bundesstaat Victoria in Australien entstand.
Das Maar befindet sich in einer vulkanischen Landschaft, die von Geologen Newer Volcanics Province genannt wird. Der See ist ein 45 m tiefes Maar mit einem Durchmesser von 2,5 km. Es entstand durch eine Vulkaneruption, als glühende Lava in Kontakt mit Grundwasser geriet.
In Australien liegen die meisten Maare im südlichen Teil von Victorias Western District und davon befinden sich mehr als 30 zwischen Colac und Warrnambool. Lake Purrumbete und das Maar Tower Hill sind bekannte Beispiele. Lake Purrumbete, Lake Bullen Merri und Lake Gnotuk sind kleine Maare, die durch Grundwasser gespeist werden.
Die größeren Seen wie der Lake Colongulac und Lake Corangamite, Victorias größter See, entstanden in großen Niederungen, als Wasserläufe durch Lavaflüsse abgesperrt wurden und mit Wasser gefüllt wurden.